# Евстюхина, Надежда Александровна
Надежда Александровна Евстюхина (27 мая 1988, Балашиха, Московская область, СССР) — российская тяжелоатлетка, заслуженный мастер спорта. Трёхкратная чемпионка мира (2011, 2013, 2014), двукратная чемпионка Европы по тяжёлой атлетике (2011, 2013), четырёхкратная чемпионка России (2007, 2009, 2012, 2015).
В 2011 году установила два рекорда мира в толчке — 162 кг и 163 кг (рекорд побит Ким Ын Джу в 2014 году). На Чемпионате России в 2012 году установила рекорд России — 164 кг в толчке.

## Биография
Родилась в подмосковной Балашихе. Училась в балашихинской средней школе № 11. Первый тренер — Павел Иваненко.
Надежду тренирует Заслуженный тренер России Наталья Ширяева.
Евстюхина — аспирантка Московского городского педагогического университета.

## Спортивная карьера
В составе национальной сборной с 2002 года. Впервые серьёзно заявила о себе на юниорском Чемпионате мира 2004 года. В категории до 63 кг Евстюхина завоевала серебряную медаль.

### Результаты выступлений
| Год  | Соревнование                             | Место проведения | Весовая категория | Рывок  | Толчок     | Сумма двоеборья | Место |
| 2004 | Чемпионат мира среди юниоров             | Минск            | до 63 кг          | 95 кг  | 120 кг     | 215 кг          | 2     |
| 2005 | Чемпионат мира среди юниоров             | Пусан            | до 69 кг          | 110 кг | 130 кг     | 240 кг          | 2     |
| 2006 | Чемпионат мира среди юниоров             | Минск            | до 69 кг          | 117 кг | 148 кг     | 265 кг          | 1     |
| 2006 | Чемпионат мира                           | Санто-Доминго    | до 75 кг          | 122 кг | 145 кг     | 267 кг          | 2     |
| 2007 | Чемпионат России                         | Сыктывкар        | до 75 кг          | 128 кг | 159 кг     | 287 кг          | 1     |
| 2007 | Чемпионат мира                           | Чиангмай         | до 75 кг          | 128 кг | 150 кг     | 278 кг          | 3     |
| 2008 | Чемпионат России                         | Саранск          | до 75 кг          | 125 кг | 150 кг     | 275 кг          | 1     |
| 2008 | Олимпийские игры                         | Пекин            | до 75 кг          | 117 кг | 147 кг     | 264 кг          | DSQ   |
| 2009 | Чемпионат России                         | Нальчик          | до 75 кг          | 120 кг | 150 кг     | 270 кг          | 1     |
| 2010 | Чемпионат Европы                         | Минск            | до 75 кг          | 127 кг | 155 кг     | 282 кг          | 2     |
| 2010 | Чемпионат мира                           | Анталья          | до 75 кг          | 123 кг | 160 кг     | 283 кг          | 3     |
| 2010 | Чемпионат Европы среди юниоров до 23 лет | Лимассол         | до 75 кг          | 120 кг | 150 кг     | 270 кг          | 1     |
| 2011 | Чемпионат Европы                         | Казань           | до 75 кг          | 130 кг | 162 кг WR* | 292 кг          | 1     |
| 2011 | Чемпионат России                         | Пенза            | до 75 кг          | 120 кг | 155 кг     | 275 кг          | 1     |
| 2011 | Чемпионат мира                           | Париж            | до 75 кг          | 130 кг | 163 кг WR* | 293 кг          | 1     |
| 2011 | Кубок Президента                         | Белгород         | до 75 кг          | 110 кг | 145 кг     | 255 кг          | 2     |
| 2012 | Чемпионат России                         | Саранск          | до 75 кг          | 130 кг | 164 кг NR  | 294 кг          | 1     |
| 2013 | Чемпионат Европы                         | Тирана           | до 75 кг          | 123 кг | 155 кг     | 278 кг          | 1     |
| 2013 | Универсиада                              | Казань           | до 75 кг          | 123 кг | 155 кг     | 278 кг          | 2     |
| 2013 | Чемпионат мира                           | Вроцлав          | до 75 кг          | 120 кг | 157 кг     | 277 кг          | 1     |
| 2014 | Чемпионат России                         | Грозный          | до 75 кг          | 125 кг | 155 кг     | 280 кг          | 1     |
| 2014 | Чемпионат мира                           | Алматы           | до 75 кг          | 126 кг | 153 кг     | 279 кг          | 1     |
| 2015 | Чемпионат России                         | Старый Оскол     | до 75 кг          | 115 кг | 139 кг     | 254 кг          | 1     |
| 2015 | Чемпионат мира                           | Хьюстон          | до 75 кг          | 115 кг | 146 кг     | 261 кг          | 5     |

### Дисквалификация
18 июня 2016 года Международная федерация тяжёлой атлетики опубликовала список 7 спортсменов, включая Надежду Евстюхину, в допинг-пробах которых с Олимпийских игр 2008 года после перепроверки был обнаружен допинг. Спортсменка временно была отстранена от соревнований. 31 августа 2016 года Международный олимпийский комитет аннулировал результаты Надежды Евстюхиной на Олимпийских играх 2008 и лишил её бронзовой медали в категории до 75 кг.

## Награды
- Медаль ордена «За заслуги перед Отечеством» II степени — за большой вклад в развитие физической культуры и спорта, высокие спортивные достижения на Играх XXIX Олимпиады 2008 года в Пекине.[11]

## Критика
По данным сетевого экспертного сообщества «Диссернет», диссертация Евстюхиной на соискание ученой степени кандидата педагогических наук «Педагогические аспекты формирования оптимальной биомеханической структуры соревновательного упражнения толчок в тяжелой атлетике» (2016) содержит массовые заимствования из диссертации А. Н. Корнилова «Биомеханическая структура соревновательного упражнения „рывок“ и специально-вспомогательных упражнений в тяжелой атлетике» (2010).